# 1297年
| 千纪： | 2千纪 |
| 世纪： | 12世纪 \| 13世纪 \| 14世纪                                                                                 |
| 年代： | 1260年代 \| 1270年代 \| 1280年代 \| 1290年代 \| 1300年代 \| 1310年代 \| 1320年代                           |
| 年份： | 1292年 \| 1293年 \| 1294年 \| 1295年 \| 1296年 \| 1297年 \| 1298年 \| 1299年 \| 1300年 \| 1301年 \| 1302年 |
| 纪年： | 丁酉年（鸡年）；元元贞三年，大德元年；越南興隆五年；日本永仁五年                                           |

## 大事记
- 英国
  - 9月11日——蘇格蘭軍隊在威廉·華萊士的領導下在斯特靈橋之役中以寡擊眾，艱難地擊敗了英格蘭。
- 法国
  - 曾兩度發起十字軍東征並一度被俘的路易九世 (法蘭西)被封為「聖路易」。
- 緬甸
  - 元成宗冊封緬甸蒲甘王朝覺蘇瓦為緬王，不久後撣族三兄弟阿散哥也、阿剌者僧加藍、梯訶都起兵造反，廢黜了覺蘇瓦，以覺蘇瓦子鄒聶為傀儡國王，蒲甘王朝名存實亡。
  - 撣族三兄弟阿散哥也、阿剌者僧加藍、梯訶都建立敏象王國。
- 其他
  - 元成宗改年號大德。
  - 察合台汗國入侵德里蘇丹國。
  - 熊忠根据黃公紹的《古今韻會》編成《古今韻會舉要》。

## 出生
- 3月25日：安德洛尼卡三世（1297年－1341年，44岁），東羅馬帝國皇帝。
- 8月14日：花園天皇，日本第95代天皇。
- 吳萊

## 逝世
- 莊穆王后，即元朝齊國大長公主。姓孛兒只斤氏，名忽都魯揭里迷失，是元世祖的女兒，嫁入高麗為忠烈王的王妃。